# Młyńskie (województwo lubelskie)
Młyńskie – osada w Polsce położona w województwie lubelskim, w powiecie bialskim, w gminie Zalesie.
Osada jest sołectwem w gminie Zalesie.
W latach 1975–1998 miejscowość administracyjnie należała do województwa bialskopodlaskiego.